# Кикнадзе, Анзор Леванович
Анзор Леванович Кикнадзе (груз. ანზორ კიკნაძე; 26 марта 1934, Кахетия — 17 ноября 1977, Тбилиси) — советский самбист и дзюдоист, Заслуженный мастер спорта СССР. Бронзовый призёр летних Олимпийских игр 1964 года в Токио, четырёхкратный чемпион Европы в личном первенстве, четырёхкратный чемпион Европы в командном первенстве, пятикратный чемпион СССР по самбо. Первый советский чемпион Европы по дзюдо.

## Биография
Анзор Кикнадзе родился в селе Бадиаури в Кахетии. В детстве, как и многие грузинские мальчишки, занимался чидаобой, а затем вольной борьбой.
В 1960 году первый раз выступил на чемпионате СССР по самбо, и занял второе место, уступив Анатолию Рощину, известному борцу-классику. В следующем году Кикнадзе выиграл чемпионат СССР и уже не уступал звание чемпиона СССР по самбо в тяжёлой категории до 1966 года.
В 1962 году выступил на первенстве Европы и стал победителем в личном первенстве в абсолютной категории и получил третье место в командном зачёте в категории свыше 80 килограммов. В 1963 году также стал чемпионом Европы в команде в категории свыше 80 килограммов и занял второе место на предолимпийском турнире в Москве в категории свыше 80 килограммов. В 1964 году на первенстве Европы стал абсолютным чемпионом в личном первенстве и чемпионом в командном зачёте в категории свыше 80 килограммов.
В 1963 году Анзор Кикнадзе выступил в тяжёлом весе на отборочных соревнованиях в Москве по вольной борьбе, но быстро проиграл две схватки (А. Иваницкому, А. Медведю, будущим олимпийским чемпионам).
Выступая на Летних Олимпийских играх 1964 года в Токио боролся в категории свыше 80 килограммов. В его категории боролись 14 спортсменов. Соревнования велись по круговой системе в группах и затем по олимпийской системе. Борцы были разделены на группы по три человека в каждой. Победитель группы выходил в полуфинал, после чего соревнования велись с выбыванием после поражения.
В предварительных схватках Анзор Кикнадзе без проблем победил Юпа Гувеллеува (Нидерланды) и Херберта Нимана (ГДР). В полуфинале Анзор Кикнадзе боролся с Исао Инокума (Япония), будущим олимпийским чемпионом, используя технику самбо. Инокума постарался не дать сопернику ни одного шанса перевести борьбу в партер, и на пятой минуте схватки провёл переднюю подножку (таи-отоси). Таким образом, Анзор Кикнадзе получил бронзовую медаль Олимпийских игр,
После Олимпиады дважды выступал на чемпионатах мира, оба раза взяв третье место (1965, 1967), четыре раза побеждал на чемпионатах Европы (лично и в команде) (1965, 1966), дважды был вторым в личном первенстве Европы (1967, 1968) и занимал третье место на первенстве Европы в команде (1967).
Умер в 1977 году.